# Archéologie expérimentale
Ne doit pas être confondu avec Reconstitution historique.

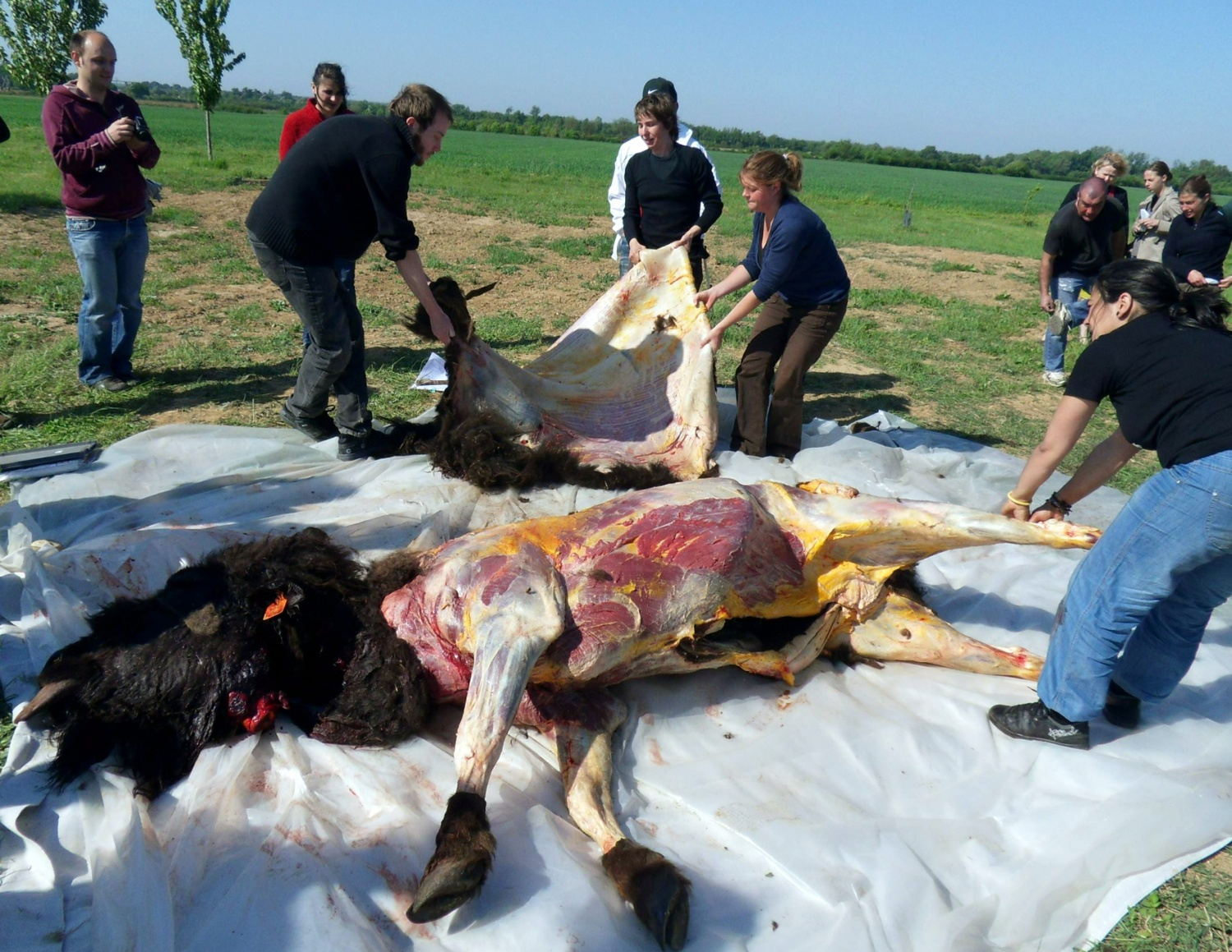
Expérience de découpe de bison à l'aide de répliques d'outils de pierre taillée utilisés par l'homme de Néandertal.

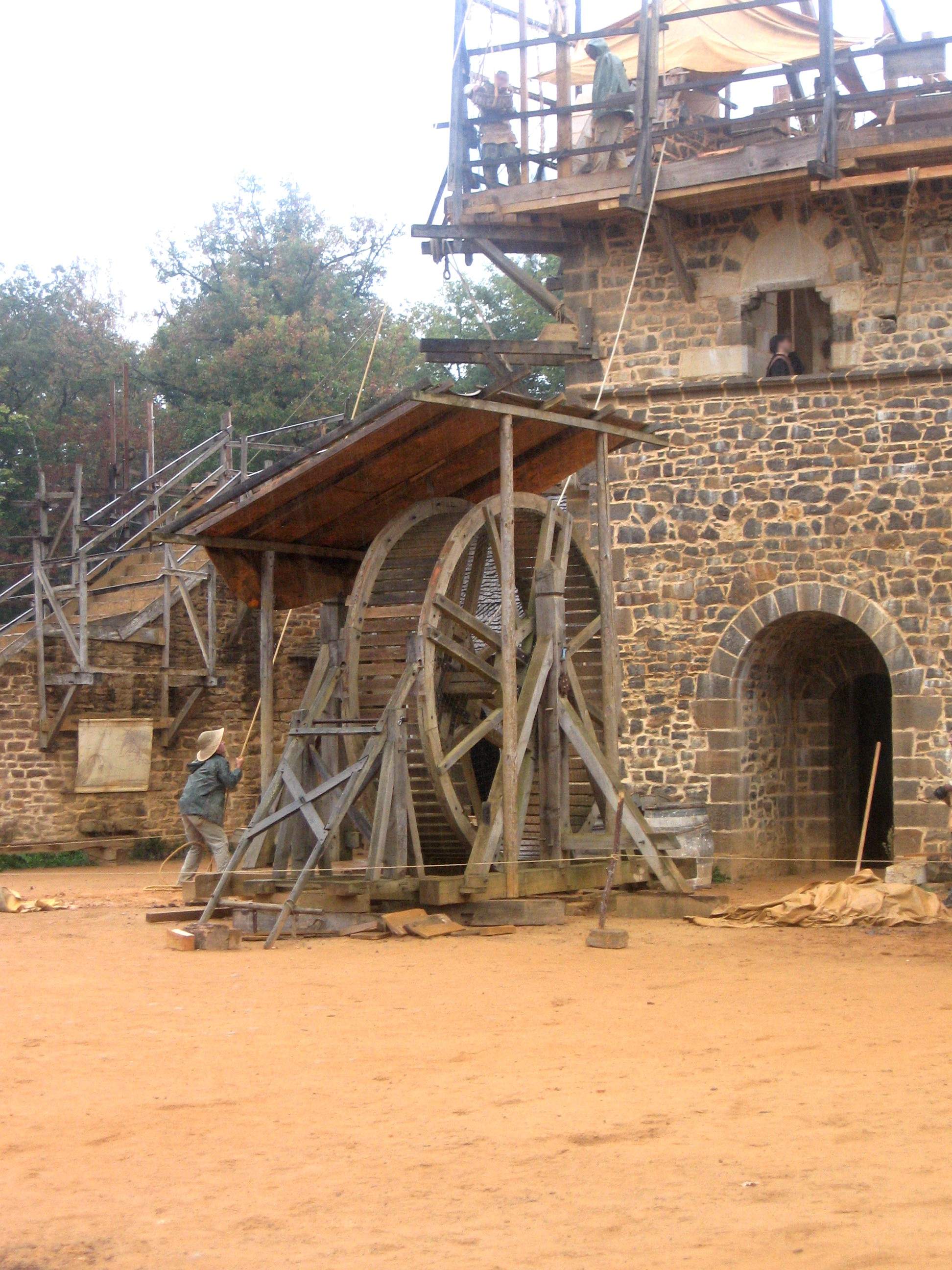
Cage d'écureuil sur le chantier du château de Guédelon.

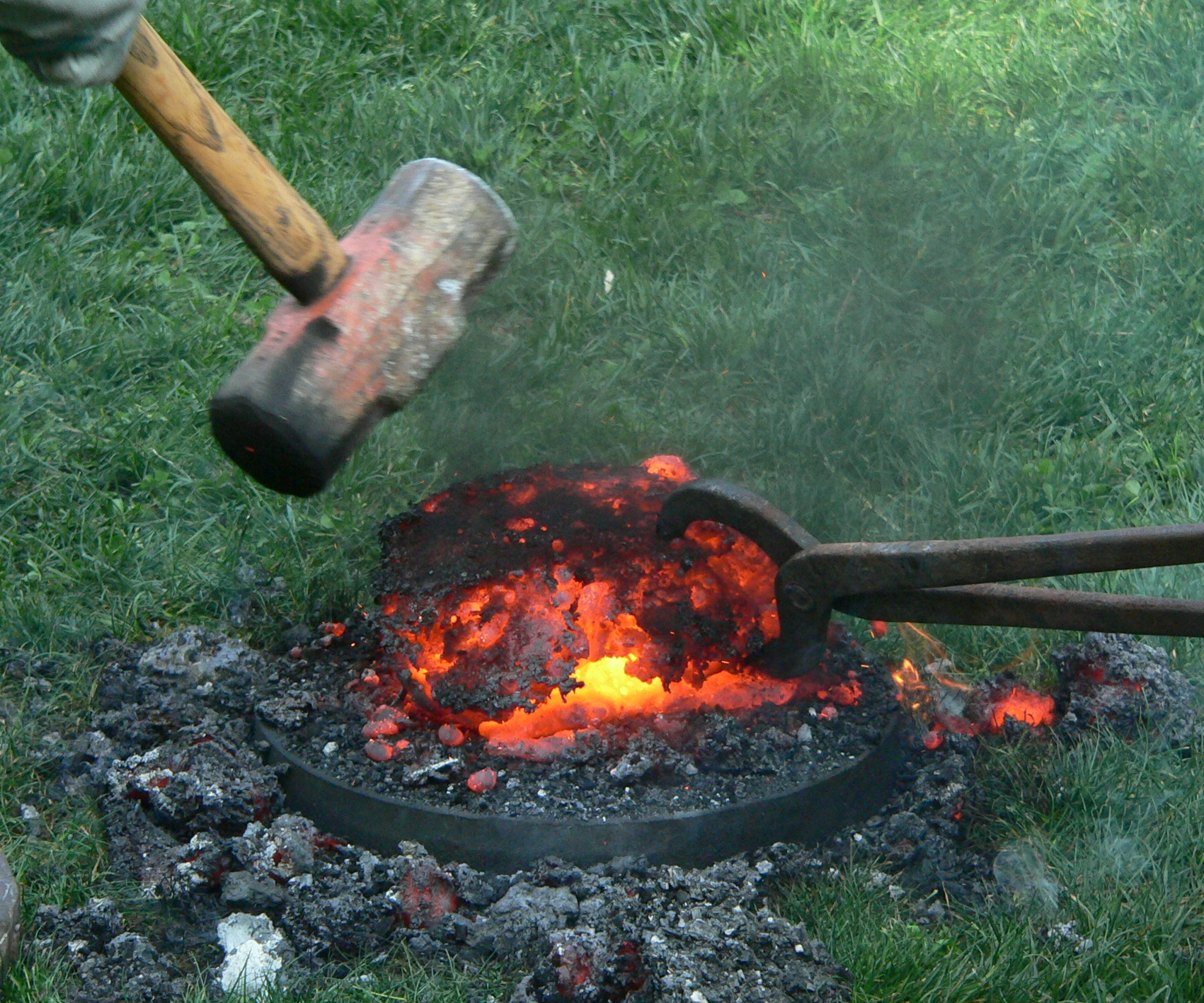
Loupe de fer, exemple de sidérurgie expérimentale.

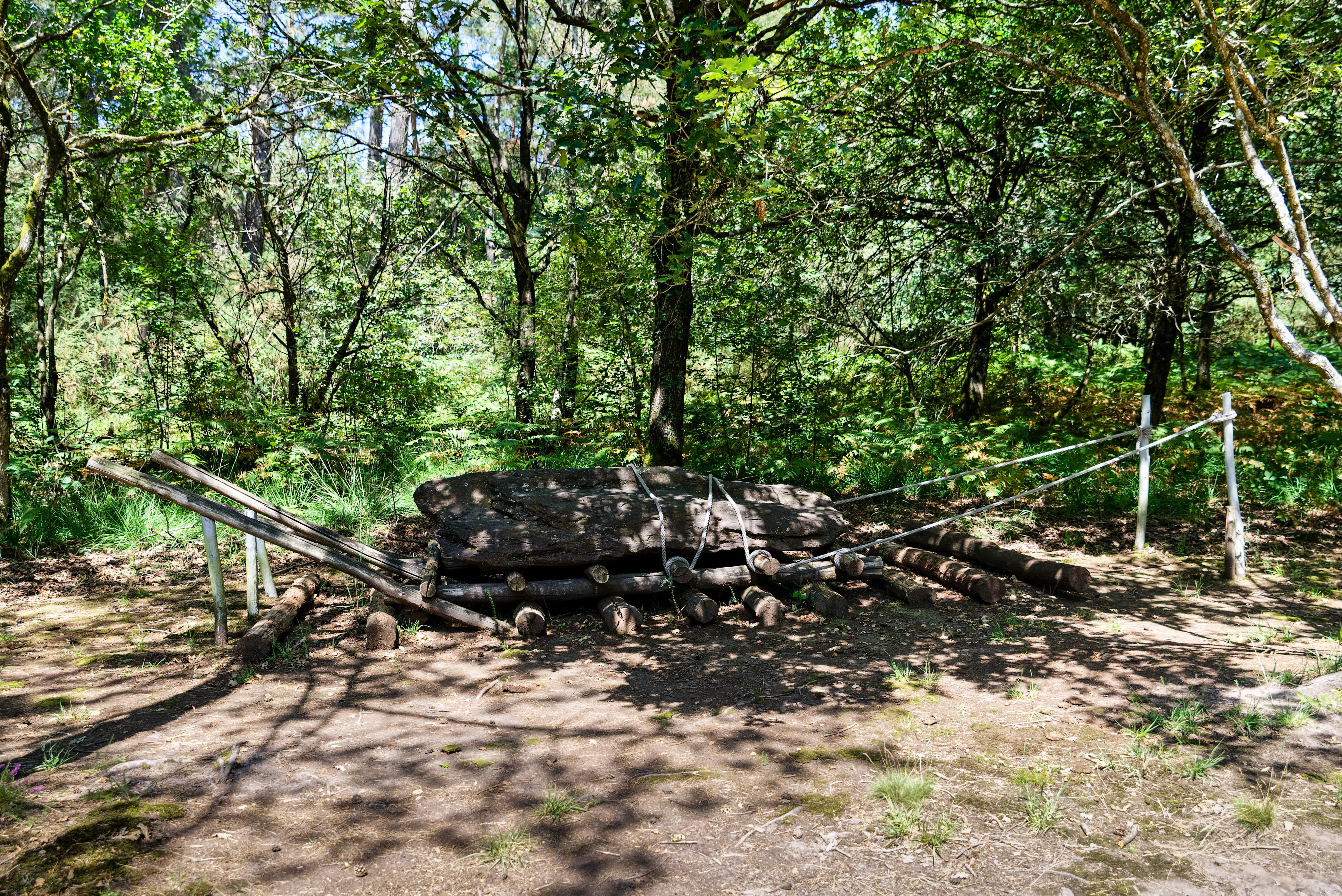
Reconstitution du déplacement d'un menhir (menhirs de Monteneuf)

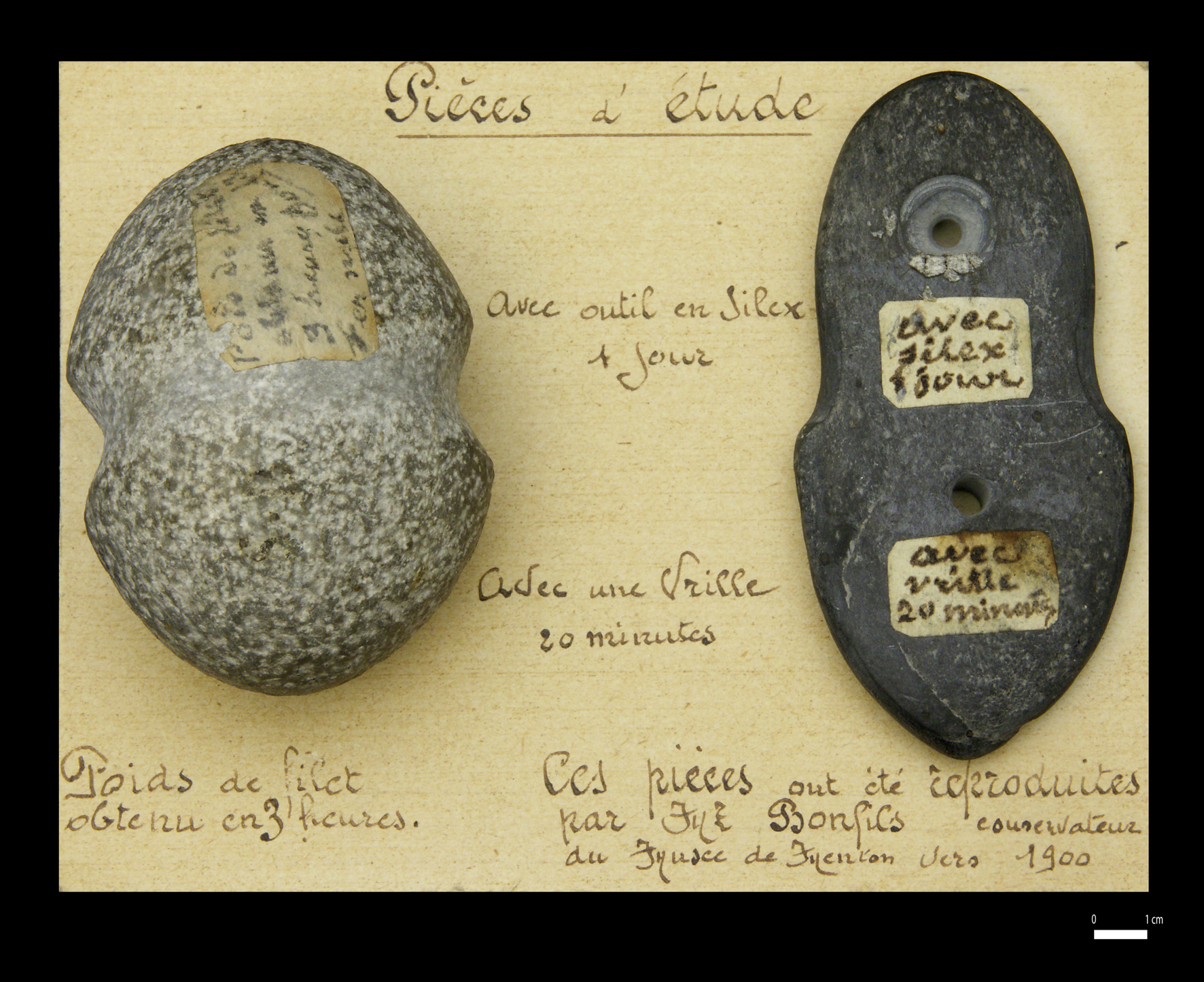
Objets expérimentaux réalisés par Stanislas Bonfils et conservés au Musée de Préhistoire de Terra Amata

L'archéologie expérimentale est la discipline scientifique qui vise à reconstituer la chaîne opératoire de réalisation des vestiges archéologiques à travers l'expérimentation, notamment en retrouvant leur mode de fabrication, leur fonction, leur usage ainsi que les raisons de leur rejet.

## Processus
Les archéologues expérimentateurs se basent sur les traces existantes : les résultats de fouilles (objets, restes...), d'observations topographiques, d'études d'archives ou d'images qui permettent de définir un protocole de recherche et les protocoles nécessaires d'expérimentation.   
Ils tentent ensuite de reconstituer au mieux les objets ou de reproduire les techniques suivant le protocole défini. Les résultats sont ensuite comparés avec les objets originaux, les vestiges connus ou les résultats d'observations, par d'autres scientifiques que ceux ayant défini la recherche, ce qui aboutit à une confrontation des résultats avec les traces initiales.  

## Objectifs
Le but premier de l'archéologie expérimentale est de participer à la connaissance du passé au-delà des limites de la recherche et de la déduction. L'archéologie classique est en effet par essence limitée aux faits laissant une trace incontestable. Des éléments tels que les techniques utilisées pour produire un effet déterminé ou la durée de vie des constructions vont pouvoir être éclaircis en partie par l'expérimentation, en s'intéressant à l'aspect technique et pratique (fonctions des objets) ainsi que, parfois, au fonctionnement du groupe effectuant le travail. L'archéologie expérimentale a pour objectif de permettre de reconstituer les artefacts et les structures mais également les techniques du passé (telles que la réduction directe en bas fourneau) grâce à l'expérimentation. 
La démarche utilisée pour atteindre ces buts peut être une simple validation d'hypothèse ou une recherche à l'aveugle. 
Le résultat final d'une démarche d'archéologie expérimentale reste une hypothèse, qui ne saisit qu'une partie de la vie de l'époque.
L'archéologie expérimentale peut également servir de base à une présentation au grand public, en proposant des visites ou des démonstrations à vocation pédagogique.

## Moyens
Des archéologues, des ingénieurs (modélisations 3D, simulations informatiques, tests expérimentaux…) et parfois des artisans experts peuvent participer aux travaux d'archéologie expérimentale.
Il est possible de pratiquer à différentes échelles : reconstitution d'un bâtiment en extérieur afin d'en étudier le vieillissement, taille de pierres en laboratoire... 
Il n'y a pas de limite aux techniques pouvant être expérimentées. Certaines sont effectuées sur un temps long, pour voir le résultat du passage du temps sur l'objet reconstitué (maison laissée à l'abandon, four de potier laissé en terre durant 30 ans).
Le laboratoire TRACES de l'université de Toulouse 2 dispose d'un plateau consacré à l'archéologie expérimentale préhistorique.

## Historique
Les premiers travaux d'archéologie expérimentale datent du XIXe siècle. 
En France, l'archéologie expérimentale démarre sous Napoléon III, qui fait reconstituer des machines de guerre — aujourd'hui conservées au musée d'Archéologie nationale — et des fortifications romaines. 
En 1864, est réalisée en France la reconstitution d'un pilum à la suite de la découverte de pointes en fer de ce type de javelot lors de la fouille du site du siège d'Alésia à Alise-Sainte-Reine. Les recherches portent alors sur l'utilisation de l'arme et sa portée, et permettent des déductions quant aux techniques de guerre de l'armée romaine.
En Allemagne, l’archéologue amateur Niels Frederik Bernhard Sehested (de) est considéré comme un des pères de la discipline : en 1879, il a construit une cabane en rondins à Soholm, alors au Danemark, avec des outils de l'âge de pierre, et qui ont été longtemps conservés dans le musée en plein air Den Fynske Landsby à Odense.
En France, certains travaux d'Eugène Viollet-le-Duc sur les monuments français peuvent être considérés comme partie de la mise en pratique de l'archéologie expérimentale. Alexandre Brongniart, directeur de la Manufacture nationale de Sèvres, fait réaliser diverses expérimentations durant la première moitié du XIXe siècle pour retrouver des techniques de céramique disparues. L'archéologie expérimentale est alors au service de la Nation. 
Stanislas Bonﬁls a réalisé de nombreuses expérimentations pour tenter de comprendre comment les hommes préhistoriques fabriquaient leurs outils. Cette démarche, initiée au début des années 1870, fait de lui l’un des pionniers de l’archéologie expérimentale appliquée à la Préhistoire, au même titre que Sven Nilsson, John Evans ou Hippolyte Müller. Certaines de ces réalisations sont conservées au musée de Préhistoire de Terra Amata, à Nice.
La véritable naissance de l’archéologie expérimentale scientifique provient des travaux des préhistoriens André Leroi-Gourhan et François Bordes,. Dans les années 1970-1980 en France, certains artistes cherchent, avec les archéologues, à retrouver des techniques anciennes autour de la céramique.

## Projets connus
- Le château de Guédelon[14].
- Reconstitution d'un moulin du XIIe siècle par les archéologues de l'Inrap et les bâtisseurs du chantier médiéval de Guédelon[15].
- Journées de la céramique à Bélesta (Pyrénées-Orientales), qui consacrent une partie de leur programmation à l'archéologie expérimentale[2].
- Campus Galli, reconstruction d'un monastère carolingien à Meßkirch dans le Baden-Württemberg en Allemagne.
- La forteresse médiévale d'Ozark (Ozark Medieval Fortress) à Lead Hill dans l'Arkansas.
- Reconstitution des coiffures antiques par Janet Stephens
- Chapelle de Puy-Gauthreul, construction d'une chapelle romane à Agonnay en Charente-Maritime[16]
- Reconstitution de la frégate, l'Hermione[17]
- Le chantier médiéval de Guyenne, construction d'un édifice gothique[18].
- À Lyon, restitution du fonctionnement d'un rideau de scène d’un théâtre antique[19].